# Ballytore
Ballytore (también conocida como Ballitore) es una localidad situada en el condado de Kildare, provincia de Leinster (Irlanda). Según el censo de 2016, tiene una población de 793 habitantes.
Está ubicada al este del país, a poca distancia al oeste de Dublín.